# Амарант Брауна
Амарант Брауна (лат. Amaranthus brownii)  — вид травянистых растений рода Амарант (Amaranthus) семейства Амарантовые (Amaranthaceae). Единственный вид этого рода, эндемичный для Гавайев. Вид на грани исчезновения.

## Открытие
Вид был впервые обнаружен в 1923 году, но только в 1931 году детально описан ботаниками Эрлингом Кристоферсеном и Эдвардом Леонардом Каумом в работе Vascular plants of the Leeward Islands, Hawaii. Своё видовое название растение получило в честь американского ученого Фореста Брауна, исследователя флоры Гавайев и Маркизских островов.

## Ботаническое описание
Травянистое однолетнее растение высотой 30—90 см. Листья очерёдные, узкие, линейные, с приподнятыми краями. Цветки мелкие, однодомные, зелёного цвета. Является анемофилом. Плод — односемянная коробочка. Семена мелкие, тёмно-красные, яйцевидной формы, длиной 0,8—1 мм и шириной 0,6—0,8 мм. От других видов рода Амарант, произрастающих на Гавайских островах, отличается линейными листьями и не раскрывающимися при созревании плодами.

## Ареал и местообитание

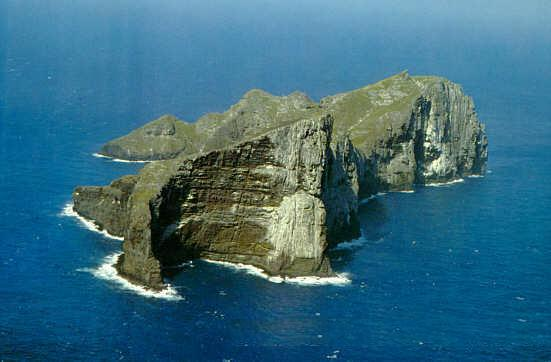
Вид на Нихоа с воздуха

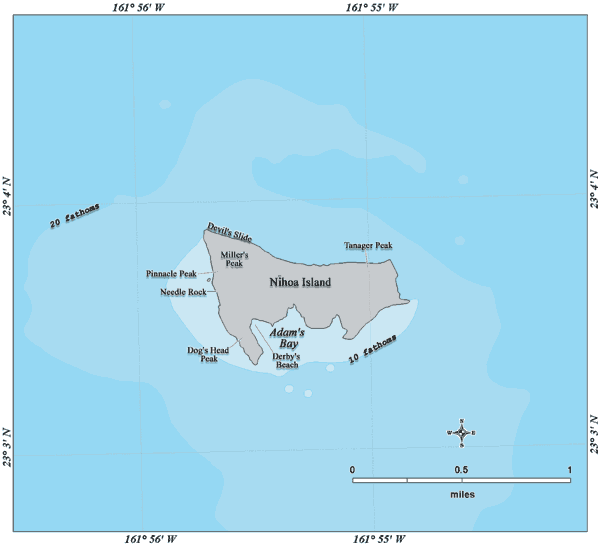
Местонахождения популяций

Узколокальный эндемик Гавайев. Местонахождения вида известны только на острове Нихоа, входящим в национальный памятник США Папаханаумокуакеа.
Растение обитает на высоте 120—215 м над уровнем моря в местах скальных обнажений, а также встречается в прибрежной зоне. Основными растениями, образующими фитоценоз в этих местах, являются (в алфавитном порядке): Chenopodium oahuense, Eragrostis variabilis, Ipomoea indica, Ipomoea pes-caprae subsp. brasiliensis, Panicum torridum, Scaevola sericea, Schiedea verticillata, Sicyos pachycarpus, Sida fallax или Solanum nelsonii.
Во время экспедиции 1923 года, когда был обнаружен вид, его впервые наблюдали в большем количестве на хребтах пика Миллера, на восточной стороне острова. Экспедиции, предпринятые в начале 1960-х годов, не смогли обнаружить ни единого экземпляра вида, но в 1969 году около пика Миллера были найдены единичные образцы. На 2005 год были известны всего две популяции, разделённые расстоянием в 400 метров. Общая численность популяций, предположительно, колеблется вокруг примерно 40 взрослых особей ежегодно.

## Охранный статус
В 1996 году вид получил статус охраняемого в соответствии с законом США о исчезающих видах. И в этом же году Амарант Брауна был внесён в Международную Красную книгу со статусом «Вида на грани исчезновения» (CR). В 2003 году Службой охраны рыбных ресурсов и диких животных США (FWS) 69 га острова были обозначены как критические местообитания Амаранта Брауна и двух других эндемичных видов, Sesbania tomentosa и Mariscus pennatiformis.
Основными причинами вымирания вида являются конкуренция с инвазивными видами (в основном с портулаком огородным), пожары и скрещивание с другими амарантами, что приводит к вырождению популяции. В 2002 и 2004 годах кузнечиками Schistocerca nitens популяции был нанесён серьёзный ущерб.
Усилия по сохранению вида Ex-situ не увенчались успехом. В 1981 году семена амаранта были доставлены в дендрарий Waimea Valley гавайского острова Оаху и в Королевские ботанические сады Кью. Хотя семена в гавайском дендрарии проросли, ни один из сеянцев до взрослого состояния не дожил. Информация об итогах в Королевском ботаническом саду неизвестна.